# Kammgriff

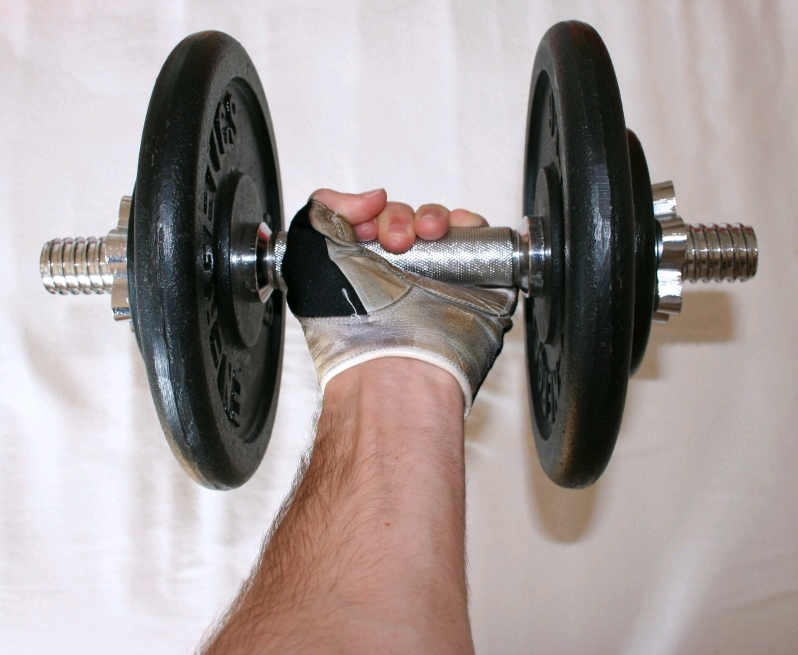
Kurzhantel im Kammgriff

Der Kammgriff bezeichnet eine Griffart, bei der die Handinnenflächen durch Supination des Unterarms zum Gesicht gedreht werden, so dass die Daumen nach außen zeigen. Eine alternative Bezeichnung lautet Untergriff, da die Reck- oder Hantelstange von unten gegriffen wird.
Dieser Griff wird häufig beim Reck-Turnen benutzt. Beim Hanteltraining arbeitet bei diesem Griff hauptsächlich der Bizeps.